# 小行星6321
小行星6321（英語：6321 Namuratakao）是一颗围绕太阳公转的小行星。1991年1月19日，杉江淳在Dynic发现了此天体。
这颗小行星的绝对星等为308.0671382226944等。